# Kyösti Laasonen
Kyösti Laasonen (Kitee, 27 de setembro de 1945) é um arqueiro finlandês, medalhista olímpico.

## Carreira
Kyösti Laasonen representou seu país nos Jogos Olímpicos em 1972 e 1984, ganhando a medalha de bronze em 1972. 